# Santalla (Samos)
Santalla (llamada oficialmente San Xosé de Santalla) es una parroquia y una aldea española del municipio de Samos, en la provincia de Lugo, Galicia.

## Organización territorial
La parroquia está formada por seis entidades de población:
- Casares
- Casela (A Casela)
- Gamiz
- Parada
- Santalla
- Vilar do Robledo

## Demografía

### Parroquia
| Gráfica de evolución demográfica de Santalla (parroquia) entre 2000 y 2021 |
|                                                                            |
| Datos según el nomenclátor publicado por el INE.                           |

### Aldea
| Gráfica de evolución demográfica de Santalla (aldea) entre 2000 y 2021 |
|                                                                        |
| Datos según el nomenclátor publicado por el INE.                       |

## Economía
El pueblo está dotado de una piscifactoría, dedicada a la cría del salmón salvaje del Atlántico.

## Patrimonio
En su término se encuentra la Cova Grande, considerada por sus coladas una de las cuevas más espectaculares de Galicia, que sufrió un robo vandálico en 2007.

## Festividades
Destaca por la romería de San Roque, que se celebra el 16 de agosto. Años atrás, se celebraba una misa por la mañana, una merienda de campo de las familias y por último la fiesta con orquesta y verbena final. 